# لعب (نشاط)

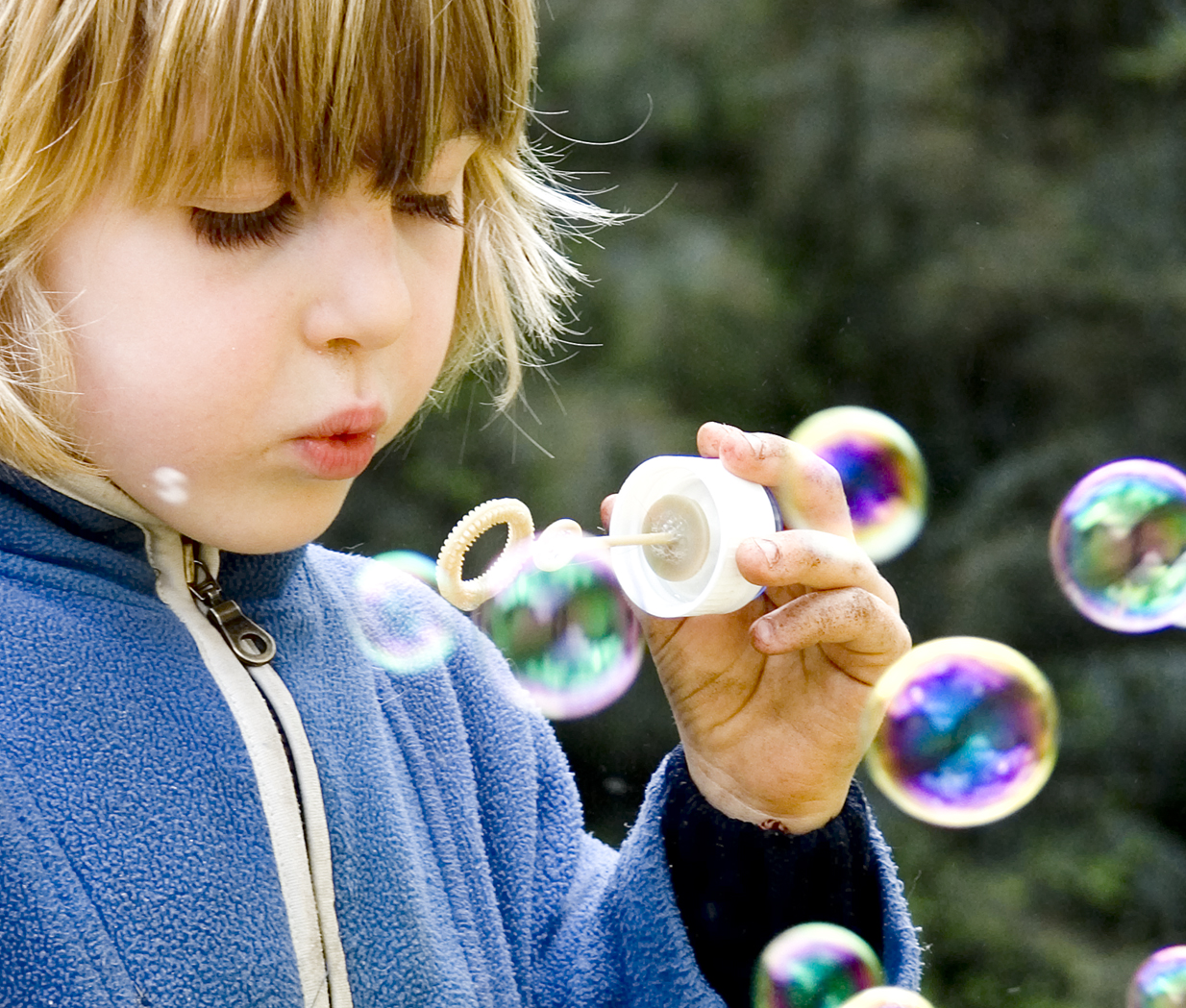

## اللعب عند الأطفال

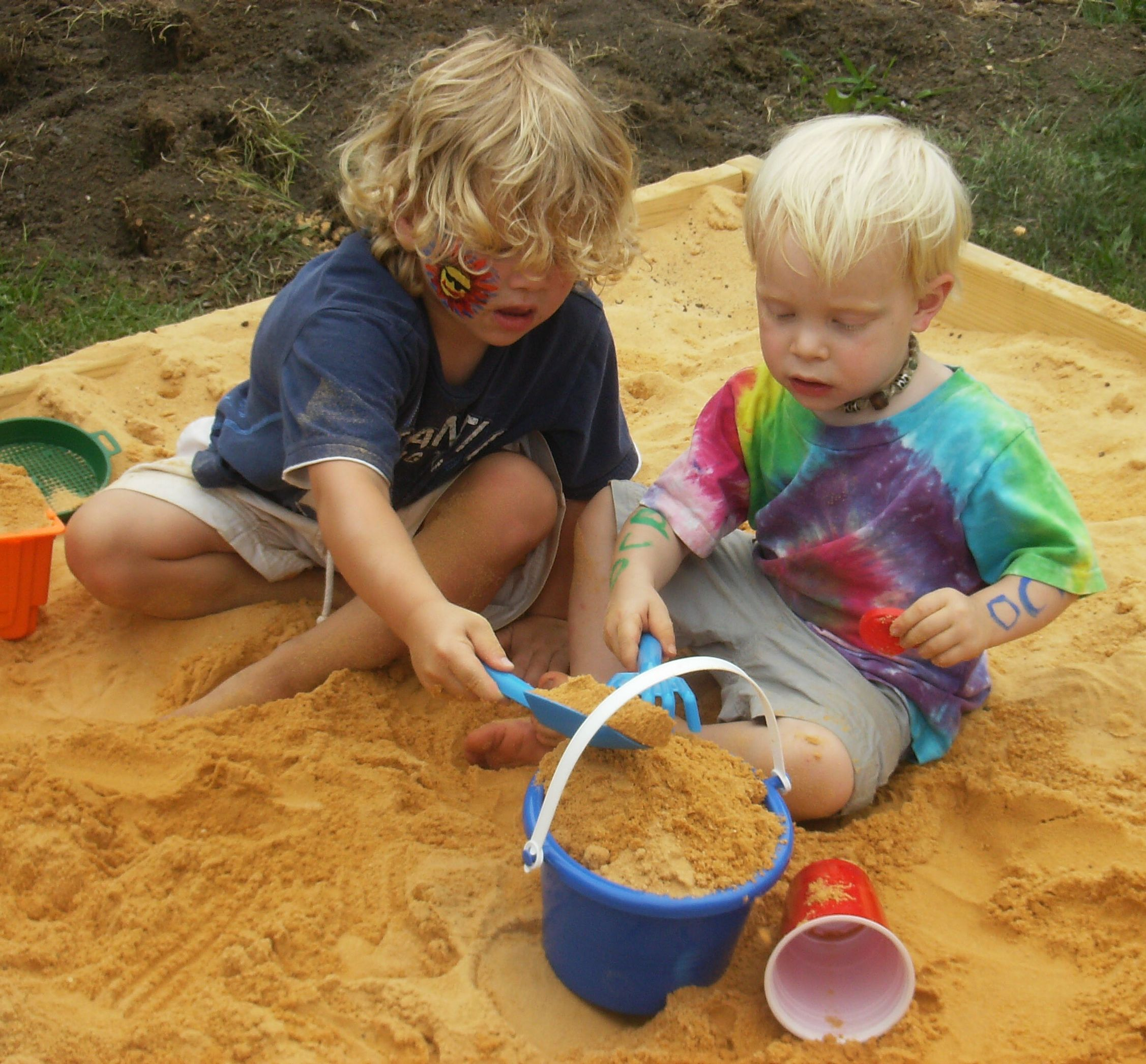
أطفال يلعبون في صندوق رمل في 28 يونيو 2008 في هاريسونبرغ، فيرجينيا.

الملاحظ أن اللعب من أهم نشاطات في حياة الطفل، خاصة في مرحلة ما قبل المدرسة، حيث يستغرق الطفل الجزء الأكبر من وقته في اللعب وحتى عند البعض اللعب بالنسبة للطفل نشاطا وغذاء متكاملا لجسمه، وعقله، وروحه.
فاللعب يساعد الطفل على تكوين علاقات اجتماعية مع افراد مجتمعه خاصة من الصغار، ويتعلم الطفل من اللعب الادوار الاجتماعية، وذلك عندما يقوم بتقليد سلوكيات الكبار، ومن خلال اللعب تكون الفرصة متاحة لتعليم الطفل الثقافة والعلم والعادات والتقاليد، وانماط التفكير.
«فإن اللعب هو مفتاح تربية الطفل، وفهم حياته فهماً صحيحاً»
و قد أعطى العديد من الفلاسفة والمفكرين أهمية خاصة للعب في مرحلة الطفولة سواء على المستوى الإسلامي أو الغربي أو المحلي لما للعب من أهمية في تنمية الإدراك، والعمل والتعليم. كما أن اللعب له علاقة غير مباشرة بالقيم المادية والاجتماعية اذ يعود الإنسان الجهود النفسية والبدنية اللازم للعمل، ويساعد اللعب في تنمية وتربية العديد من الخبرات العلمية والتنظيمية.
و رأى «مكارينكو الروسي» أن اللعب يتحول إلى عمل مع تقدم الطفل بالسن، ورأى «فروبل» أن اللعب هو الطفولة ويمثل أرقى درجات النمو عند الطفل لأنه تعبير حر تلقائي نابع من الداخل استجابة لنداء الداخل ذاته، واللعب يظهر الجوهر الروحي للطفل، واللعب عنده يوقظ الحقائق الكامنة في نفس الطفل فالمربي الناجح هو الذي يحاول توفير واتاحة الفرص امام الطفل لممارسة أنشطة متنوعة وسارة أثناء اللعب.
- ويذكر فروبل نوعين للعب:
1- اللعب التلقائي: الذي يتفق وحاجات ومتطلبات الطفل في الطفولة المبكرة
2- اللعب الموجه: وهو أساس للوحدة بين ذات الطفل والطبيعة، وينادي فروبل بضرورة إشراف المعلمين بصورة غير مباشرة على لعب الأطفال الموجه.
أما «كارل جروس» اعتبر اللعب أساساً للجمال، تدريباً على المهارات الاساسية، وعليه فإن اللعب يعد نزعة عامة للمارسة الغرائز مرتبط بالمحاكاة، والتي هي الأخرى غريزة عامة تحل محل عدد من الغرائز المتخصصة الجامدة.
و «منتسوري» ليست مقتنعة باللعب في تربية الأطفال وتعليمهم وتؤكد ان الطفل يهتم ويحب المعرفة لا اللعب، وركزت منتسوري على النشاط التلقائي للطفل، والتحكم الذاتي للاطفال الذين يمتلكون دوافع داخلية للعمل، نابعة من اهتماماتهم وميولهم بدون ضغط من المعلم، وبدون عقاب أو ثواب.
و تدعو منتسوري إلى ضرورة استغلال الطفولة الأولى من «الميلاد وحتى السادسة» حيث يمتلك الطفل طاقة هائلة إلى العمل والجد والنشاط عن طريقة ابنية مجهزة تتكون حجرات مصممة للعمل لا للعب.

## اللعب من وجهة النظر الإسلامية
- القارئ لاية الذكر الحكيم يجد ان كلمة اللعب قد وردت في قوله تعالى: " قالوا يا أبانا ما لك لاتأمنا على يوسف وانا له لنصحون (11) أرسله معنا غداً يرتع ويلعب وإنا له لحافظون" سورة يوسف:11,12".
- وقد ورد عن الرسول - صلى عليه وسلم- (انه قال: لاعب ولدك سبعاً، وأدبه سبعاً، وصاحبه سبعاً ثم اترك حبله على غاربه.)
- ولفلاسفة المسلمين وعلمائهم اراء وافكار حول اللعب واهميته في حياة الأطفال فيقصر الشيخ «ابن سينا» اللعب على ست سنوات الأولى من حياة الطفل وقد وضع ابن سينا نظاماً تربوياً يومياً لتربية الطفل الصغير من خلال اللعب يبدأ من لحظة الاستيقاظ من النوم، ويرى ابن سينا ان اللحظة المناسبة للعب هو فترة الصباح وعقب تهيئة الطفل بالدنيا وفسيولوجية من نوم واستحمام وتغذية.

- والتربية الحديثة في علم النفس التربوي: ترى ان اللعب المنظم الهادف القائم على التخطيط والتوجيه والتقييم أحد المحاور الهامة والركائز الاساسية بتربية الطفل من خلال استغلال نشاطات واهتمامات الأطفال في عملية التعليم والتعلم باعتبار اللعب اللبنة الاساسية في نمو المهارات الجسمية والحركية والانفعالية والاجتماعية للطفل.
- وتكمن فلسفة اللعب التربوي في:
1- مساعدة القائمين على تربية الطفل للقيام بعمليات التخطيط والتوجيه والتقييم لمواقف اللعب على ضوء المعايير الخاصة باللعب التربوي.
2- مساعدة المربيين على تحقيق مواقف اللعب التربوي مع الأطفال.
3- تحقيق ادوار ووظائف اللعب اللعب التربوي في تربية الطفل.

## أنواع اللعب التربوي
1- اللعب الحر: وهو لعب مرن غير مخطط من قبل الكبار فهو نشاط الطفل التلقائي الحر المستقل لتحقيق رغباته وفقاً لما يراه الطفل وفي اللعب الحر قد يلعب بمفرده أو مع اخرين أي في جماعة.
2- اللعب المنظم: هنا يكون اللعب مقيداً بقواعد وقوانين خاصة، ويشتمل اللعب المنظم: على اللعب التمثيلي حيث يقوم الطفل بتقليد شخصية أو أكثر.
3- اللعب بالاجهزة:
1- المباريات: والتي تنظم بواسطة الكبار أو من خلال الأطفال انفسهم.
2- اللعب الفردي: الذي يمارسه الطفل بمفرده.
3- اللعب الجماعي: ويشترك مع الطفل في أكثر من واحد في شكل فريق أو بصورة جماعية كالاستغماية.
4 اللعب الخيالي: ويعتمد على خيال الطفل وتخيلاته للموقف فقد يستنطق الدمية ويناقشها ويحادثها ويتحدث معها.
5- لعب المحاكاة التقليدي: كأن تقوم الطفلة بتقليد امها باعمال المنزل أو قيام الطفل بتقليد دور الشرطي.

## أهم النظريات التي دارت حول اللعب
يذكر «أحمد زكي صالح» أن اللعب نشاط سيكولوجي سلوكي هام يقوم بدور رئيس في شخصية الفرد، وتأكيد ذات الجماعة أحيانا، وهو ظاهرة سلوكية في الكائنات الحية، وتتميز بها الفقاريات العليا ومنها الإنسان على وجه الخصوص. وهذا يوضح لنا الطريق الطويل لعلماء النفس والتحليل النفسي في تفسير اللعب عند الإنسان بصفة عامة والطفل على وجه الخصوص.
ويرى «فرويد» أن الطفل من خلال اللعب يكتسب الراحة النفسية. ودافع اللعب عند الطفل إنما هو دافع للسيطرة على الأحداث ويعد اللعب مظهر لتكرار إجباري واستعان فرويد باللعب في علاج بعض حالات الإعاقة والانفعالية عند الأطفال.
فاللعب يمثل استجابة انفعالية سهلة وذلك من خلال خفض التوتر النفسي ومن ثم يشعر الطفل بالسيطرة على خبراته، فعندما يضرب الفل دميته فهذا يساعده على خفض الإحساس بالخوف.
و يؤمن «بياجيه» بأن اللعب يعد طريقة هامة لتعلم الأحداث الجديدة واكتساب المفاهيم والمهارات، ويسهم في تكامل الفكر مع الأعمال. وطريقة الطفل في اللعب تناسب المستوى العمري للطفل وتعتمد على المستوى تطوره العقلي.
و الأطفال عندما يكتسبون الوظيفية الرمزية فإن لديهم المقدرة على التنبؤ بأن شيئا ما يتواجد عندما لا يكون موجودا. فهم يستطيعون اللعب خياليا حينما تكون قدرتهم العقلية أكبر من قدراتهم الجسمية وإذا ما استطاع الطفل تحويل الرمز إلى عملية فكرية يمكنه أن يمارسها العاب منظمه ومحكومة بقوانين وقواعد.
و يسمح بياجيه للطفل باللعب من (2-7) أي مرحلة ما قبل العمليات الإجرائية لأن الطفل هنا متعلق بعالم اللعب والواقع. فالطفل عليه أن ينتقل من اللعب إلى الواقع مع عدم إدراك الحقيقة التي تمثل ذلك. ومن أهم الألعاب التي يمكن أن يمارسها الطفل في هذه المرحلة الحبل والتسلق، ودفع وجذب أدوات اللعب، واللعب بالدم والتمثيل.
اما في مرحلة من (7-11) فيمكن أن يمارس الطفل اللعب الإجرائي المحسوس حيث الألعاب المنظمة التي تستخدم الأعداد والاحجام والأثقال والمعايير، ويتمتع الطفل بالمهارات الحركية المنظمة.
أما مرحلة (11-ما فوقها) فاللعب إجرائي مجرد مثل: العاب حل المشكلات، أفلام الكرتون والعمل الجماعي والمعسكرات وهنا يهدف اللعب إلى الرقي بالإحساس والمسؤولية نحو الآخرين كإقامة المشاريع الخيرية لمساعدة الآخرين عن طريق اللعب.
-- إن اللعب وسيكولوجيته قد أثار اهتمام العلماء والمفكرين والمربين في كثير من مجالات الحياة سواء على الجانب النفسي والتربوي أو الفكري أو الديني، وهذا يؤكد أهمية اللعب في حياة الطفل نفسيا وجسميا واجتماعيا وعقليا. وهو يعني أنه لابد من وضع المعايير العلمية وسن القوانين المناسبة وإجراء الدراسات المعمقة لتطوير لعب الأطفال سواء في مرحلة الرياض أو المدرسة الابتدائية، والاستفادة منها تربويا ونفسيا واجتماعية لخلق شخصية متميزة قادرة على الإبداع والعطاء والتمايز والتطوير ومنتجة في كافة مجالات الحياة.

## لماذا يلعب الطفل
- اللعب راحة نفسية
- اللعب تفريغ للطاقة الزائدة
- اللعب يفسح المجال أمام الغرائز التي اختفت لتعاود الظهور في شكل اللعب
- اللعب يكبت الغرائز أو ينشطها
- اللعب يقوم السلوك ويجعل الطفل يصحح المفاهيم كما أنه يؤدي وظيفة علاجية
- اللعب تجربة يحاول الطفل من خلالها أن يظهر انه موجود ويثبت لذاته

### بماذا يلعب الطفل
أن المشكلة تكمن في طبيعة الألعاب، حيث أن بعض العوامل التي تتدخل في توجيه الأطفال نحو بعض الألعاب وكذلك في الاختيار وهي كما يلي:
الاختلاف بين الجنسين.
الفروق العمرية.
البيئة والمناخ.

#### أنواع اللعب
اللعب الوظيفي، العاب البناء والتركيب، العاب الخيال، اللعب العلاجي، العاب الذكاء، العاب الورق .
واللعب قيمة وأهمية كبرى، كالقمر الجسدية والتربوية والاجتماعية والنفسية والإبداعية والتعليمية والتقويمية أي تصحيح السلوك

##### القواعد الأساسية للعب
تخضع كل لعبة لقواعد أساسية تساعد المنشط على حسن تطبيقها، وفي هذا المجال لا يمكننا أن ننسى الدور الفعال الذي يلعبه عنصر القصة في الألعاب باعتباره شرطا أساسيا يجب على المنشط توظيفه فيها لكونه يعطي للطفل رصيدا معرفيا يساعده على توسيع خياله ويجعله يتصور اللعبة بصدر رحب .واطمئنان نفسي
وفي هذه الحالة يجب على المنشط أن يوفر كل الشروط اللازمة التي تتلاءم وخصوصيات اللعبة، حتى يتمكن من الطفل معرفة الغرض الذي يلعب من أجله ويمكن تلخيص الشروط الواجب توافرها في البداية وقبل ممارسة اللعبة فيما يأتي:
1. تحديد أماكن اللعبة .
2. تحديد الوقت المناسب حسب رغبة الطفل .
3. التبليغ الواضح من طرف المنشط .
4. على المنشط أن يتخذ مكانا يسمح له بممارسة اللعبة في جميع مراحلها دوت صعوبة أو عناء .
5. تهيئة الأدوات والمواد .
6. توفير عنصر السلامة .
7. تهيئ الجو النفسي المناسب للأطفال .

## كيفية لعب الأطفال في المنزل ومع أصدقائهم
1. يجب أن يكف الأهل عن التدخل في العلاقات بين أبنائهم وأقرانهم وإذا رفض بعض الأطفال اللعب مع أحدهم، يجب أن يشير الاهل إلى خطأ ذلك وإلى تقمص دور الطفل المرفوض .
2. كما يجب أن يكف وصم الأقران بالبلادة أو السوء، وإنما نكتفي بالتأكيد على عدم رغبتنا في قبول هذه السلوكيات .
3. يجب ترك الأطفال ليلعبوا معا بشكل حر فهم اقدر على التعامل مع بعضهم العض أكثر من الكبار .
4. يجب ترك مساحة شخصية لكل طفل بالمنزل (أحد الدواليب، جزء من الحجرة)
5. يجب التأكيد على أن حرية الطفل هامه في اختيار العابه.
6. يجب مشاركة الاهل على أن حرية الطفل هامة في اختيار العابه.
7. يجب مشاركة الاهل بشكل طفولي واعِِِ في لعب الأطفال .
8. ممكن أن يشارك الأطفال في الأعمال المنزلية عن طريق اللعب فهم لديهم فضول كبير في أعمال المطبخ «على ألا يكون ذلك أمرا مباشرا من الأهل»
9. يجب أن تكون العاب الأطفال في متناول أيديهم .